# Bem-vindos ao Wrexham
Welcome to Wrexham (prt/bra: Bem-Vindos ao Wrexham) é uma série documental esportiva americana que estreou em 24 de agosto de 2022, no FX. A série documenta os eventos do clube de futebol galês Wrexham A.F.C., contados pelos proprietários do clube, Rob McElhenney e Ryan Reynolds.

## Antecedentes
Em setembro de 2020, o ator americano Rob McElhenney e o ator canadense-americano Ryan Reynolds anunciaram sua intenção de comprar o Wrexham AFC, um clube de futebol profissional galês com sede no Racecourse Ground em Wrexham, nordeste do País de Gales, no Reino Unido. A empresa RR McReynolds foi criada em novembro de 2020 e o negócio foi concluído em fevereiro de 2021. A partir da compra, o Wrexham A.F.C. jogou na Liga Nacional, a quinta divisão do futebol inglês, abaixo da Premier League e as três divisões do sistema da Liga Inglesa de Futebol.
Na época, o time de futebol fora da liga foi descrito como "lutando". Após a suspensão da Liga Nacional de 2019–20 em março de 2020, após o surto da pandemia de COVID-19 no Reino Unido, o Wrexham A.F.C. foi dito ter dispensado funcionários e jogadores, e admitir que o clube estava passando por uma "ameaça à existência continuada". Antes da compra do par, o Wrexham A.F.C. era de propriedade da Wrexham Supporter's Trust, uma empresa operada por fãs, desde 2011. A Trust aprovou a aquisição de £ 2 milhões de McElhenney e Reynolds em 98,6%. Após a compra, a conta do Twitter do Wrexham A.F.C postou uma esquete, envolvendo McElhenney e Reynolds realizando um anúncio de paródia para Ifor Williams Trailers, o então único patrocinador do Wrexham A.F.C. A confiança inicialmente rejeitou qualquer oferta de aquisição por um intermediário, mas "logo mudou de ideia" após a revelação de que era McElhenney e Reynolds.
A administração antes de 2011 foi descrita como tendo "administrado mal o clube a ponto de quase entrar em colapso", com os fãs "começando a se apaixonar por ele", com o clube servido com uma ordem de liquidação em 2011.
Diz-se que a série foi inspirada em Sunderland 'Til I Die, que levou McElhenney a se interessar em comprar um clube de futebol, bem como a influência de Humphrey Ker, que também estava interessado em comprar um clube.

## Sinopse
A série centra-se nas tentativas da dupla de Hollywood de reviver o terceiro time de futebol profissional mais antigo do mundo, fundado em 1864, e como a equipe se saiu sob a propriedade da dupla. A dupla não tem experiência conhecida na gestão de uma equipe esportiva. A série também destacaria as esperanças da dupla em melhorar a equipe e trazer mudanças positivas para a comunidade local de Wrexham.
Durante e desde a aquisição, o Wrexham subiu no ranking da Liga Nacional. Na Liga Nacional de 2019-20 (antes de quaisquer rumores de aquisição), o Wrexham A.F.C. foi 20º, e na temporada 2020-21, o Wrexham subiu para o 8º lugar. Na temporada 2021-22 e primeira sob a propriedade da dupla, Wrexham ficou em segundo lugar como vice-campeão; no entanto, perdeu o acesso para a EFL League Two.

## Produção
A série é produzida pela Boardwalk Pictures, a empresa também por trás de Last Chance U e Chef's Table. A Maximum Effort, uma empresa cinematográfica fundada por Reynolds também está coproduzindo e comercializando a série. O FX encomendou duas temporadas do programa.
Os produtores executivos da série foram Rob McElhenney, Ryan Reynolds, Nick Frenkel, John Henion, Andrew Fried, Dane Lillegard, Jordan Wynn e Sarina Roma.
Descrevendo a série, Nick Grad, presidente de programação original da FX Entertainment, disse que "Rob e Ryan levarão os fãs para dentro do esporte como nunca antes, combinando seu amor genuíno pelo jogo com o desafio bem-vindo de construir a herança deste clube".
As filmagens da série documental começaram em dezembro de 2020, com a equipe de filmagem aparecendo ao lado da primeira visita dos proprietários à equipe na partida Wrexham v. Maidenhead United F.C. em outubro de 2021.

## Episódios
| N.º | Título                     | Exibição original      | Audiência nos EUA (milhões) |
| --- | -------------------------- | ---------------------- | --------------------------- |
| 1   | "Dream"                    | 24 de agosto de 2022   | 0.319                       |
| 2   | "Reality"                  | 24 de agosto de 2022   | 0.225                       |
| 3   | "Rebuilding"               | 31 de agosto de 2022   | 0.232                       |
| 4   | "Home Opener"              | 31 de agosto de 2022   | 0.160                       |
| 5   | "Fearless"                 | 7 de setembro de 2022  | 0.278                       |
| 6   | "Hamilton!"                | 7 de setembro de 2022  | 0.213                       |
| 7   | "Wide World of Wales"      | 14 de setembro de 2022 | 0.242                       |
| 8   | "Away We Go"               | 14 de setembro de 2022 | 0.142                       |
| 9   | "Welcome Home"             | 21 de setembro de 2022 | ASD                         |
| 10  | "Hooligans"                | 28 de setembro de 2022 | ASD                         |
| 11  | "Sack the Gaffer"          | 28 de setembro de 2022 | ASD                         |
| 12  | "Wins and Losses"          | 5 de outubro de 2022   | ASD                         |
| 13  | "Worst Team in the League" | 5 de outubro de 2022   | ASD                         |
| 14  | "A Hollywood Distraction"  | 5 de outubro de 2022   | ASD                         |
| 15  | "Daggers"                  | 5 de outubro de 2022   | ASD                         |
| 16  | "Hello Wembley"            | 12 de outubro de 2022  | ASD                         |
| 17  | "Wromance"                 | 12 de outubro de 2022  | ASD                         |
| 18  | "Do or Die"                | 12 de outubro de 2022  | ASD                         |

## Marketing
Em maio de 2021, um trailer de anúncio da série foi lançado no canal do Youtube de Reynolds, intitulado "Welcome to Wrexham". A comédia de paródia de aproximadamente 2 minutos envolve McElhenney e Reynolds anunciando a série documental, bem como a ex-jornalista da BBC News e S4C Maxine Hughes, que atua como uma tradutora de língua galesa "bastante descontente" com o par, mas adiciona algumas traduções "criativas" às palavras da dupla.
Em dezembro de 2021, o FX lançou um vídeo promocional para a série, intitulado "It's Never Sunny in Wrexham". O clipe curto de 30 segundos envolveu sósias do elenco de It's Always Sunny in Philadelphia, incluindo um sósia de Danny DeVito, ambientado dentro do Turf Hotel localizado próximo ao Racecourse Ground de Wrexham A.F.C. No clipe, o elenco sósia olha confuso para uma tela de televisão mostrando o verdadeiro elenco da série americana estrelada por McElhenney, olhando para trás de seu bar irlandês na Filadélfia. O clipe também inclui os dois proprietários. As cenas envolvendo o elenco parecido e os dois proprietários foram filmadas em outubro de 2021, quando os dois proprietários visitaram Wrexham. Quando o sósia de Danny DeVito visitou Wrexham, ele ficou confuso com o verdadeiro ator.
Em 20 de julho de 2022, o trailer oficial do programa foi lançado. A sinopse oficial da série diz: "De Hollywood ao País de Gales, do campo ao vestiário, da recepção ao pub, Welcome to Wrexham acompanhará o curso intensivo de Rob e Ryan na propriedade de clubes de futebol e os destinos inextricavelmente conectados de um time e uma cidade contando com dois atores para trazer alguma esperança séria e mudança para uma comunidade que poderia usá-la".

## Lançamento
Em maio de 2022, foi anunciado que os dois primeiros episódios da série estreariam em 24 de agosto de 2022 nos EUA no FX. Todos os episódios estariam disponíveis no FX on Hulu nos EUA e no Disney+ no Reino Unido em 25 de agosto de 2022. A série seria composta de episódios de 30 minutos. A série também seria lançada na Irlanda no mesmo dia e no Disney+ como no Reino Unido. As datas para outros lançamentos internacionais ainda não foram anunciadas, mas espera-se que estejam no Star+ na América Latina e no Disney+ (sob a bandeira Star) em vários outros territórios. Está programado para ser lançado como Star Original fora dos Estados Unidos.

## Recepção
O site agregador de críticas Rotten Tomatoes relatou uma taxa de aprovação de 90% com uma classificação média de 7.4/10, com base em 29 críticas. O consenso dos críticos do site diz: "Colocando dois comediantes famosos na jornada imprevisível de um documentário esportivo, Welcome to Wrexham é uma aposta calculada que compensa." O Metacritic, que usa uma média ponderada, atribuiu uma pontuação de 75 em 100 com base em 14 críticos, indicando "críticas geralmente favoráveis".